# ケーオーアップ
ケーオーアップ株式会社は、愛媛県今治市に本社を置く企業。日本食研ホールディングスのグループ会社である。

## 主要事業
- 広告代理店事業
- 広告デザインの制作
- カタログ・パンフレット・ポスター等の企画制作・販売
- ホームページの作成 等。

## 沿革
- 1966年 - ソガメデザインオフィス創業。
- 1971年 - 「株式会社ソガメデザインオフィス」設立。
- 1980年 - 愛媛新聞広告代理店業開始。
- 1982年 -「ケーオーアップ株式会社」に社名変更。日本食研（現:日本食研ホールディングス）と業務提携を締結。
- 1987年 - 南海放送テレビ･ラジオ広告代理店業開始。
- 2003年 - 日本食研グループ会社として業務開始。
- 2004年 - 全国各地のテレビ局と広告代理店業務開始。
- 2007年 - 横浜営業所（現:東京オフィス）を開設。
- 2008年 - 西宮営業所を開設。
- 2015年 - 量販店との取引を本格的に開始。
- 2016年 - 本社を日本食研本社ビル5階に移転。
- 2021年 - 名古屋営業所を開設。

## 事業所
- 本社・愛媛営業所 - 愛媛県今治市富田新港1-3
- 東京オフィス - 東京都文京区後楽2-6-1 飯田橋ファーストタワー32階
- 名古屋営業所 - 名古屋市緑区古鳴海1-246
- 西宮営業所 - 兵庫県西宮市瓦林町5-26